# Hymenocrater
Hymenocrater — рід ароматичних кущів, напівкущів або багаторічних трав, що населяють Іран і Туркменістан.

## Біоморфологічна характеристика
Листки прості, сильно зубчасті. Суцвіття складнозонтикоподібне, колосоподібне або перерване. Чашечка трубчаста, дзвінчаста, пряма або вигнута, кільчаста всередині, актиноморфна або нечітко 2-губа, 5-лопатева (3/2), частки ± рівні, широко яйцеподібні, часто блідо-зелені, трояндові або пурпуруваті. Віночок 2-губий (2/3), синьо-фіолетовий. Горішки яйцеподібні або еліптичні, гладкі або горбисті. 2n = 18.

## Використання
Деяке лікарське й декоративне використання.

## Види
Рід містить 4 види: 
1. Hymenocrater calycinus (Boiss.) Benth.
2. Hymenocrater incanus Bunge
3. Hymenocrater inciaidentatus Boriss.
4. Hymenocrater platystegius Rech.f.